# يوهانا نيلسون
يوهانا نيلسون (بالسويدية: Johanna Nilsson)‏ هي عداءة المسافات الطويلة سويدية، ولدت في 27 مارس 1983 في كالمار في السويد، وتوفيت في 25 يونيو 2013.

## وصلات خارجية
- يوهانا نيلسون على موقع الاتحاد الدولي لألعاب القوى (الإنجليزية)